# Allodape tridentipes
Allodape tridentipes är en biart som beskrevs av Cockerell 1933. Allodape tridentipes ingår i släktet Allodape och familjen långtungebin. Inga underarter finns listade i Catalogue of Life.